# Carlos Gustavo De Luca
Carlos Gustavo de Luca (Buenos Aires, Argentina, 13 de febrero de 1962) es un excombatiente y exfutbolista argentino que jugó de delantero en varios clubes de Argentina y Chile, además de sus pasos breves por Suiza y Perú. En 1982 participó en la Guerra de las Malvinas, siendo todavía un jugador de inferiores de River Plate.

## Biografía

### Primeros años y su participación en la Guerra de Malvinas
Desde muy pequeño practicó Rugby y fue jugador en el Club San Fernando, en el cual estuvo por poco tiempo. Paralelamente jugaba fútbol hasta que fue descubierto por los veedores de River Plate y se unió a las inferiores del club. 
Pero mientras jugaba en la reserva, un hecho clave en su vida hizo que no llegara a debutar en la primera: De Luca fue llamado por el ejército argentino para participar como soldado en la Guerra de las Malvinas en 1982, en la cual fue herido por una esquirla enemiga en la batalla de Monte Longdon.

### Carrera futbolística
Al regresar de la guerra, buscando mayor continuidad decidió jugar en equipos del ascenso argentino como Nueva Chicago, All Boys, Talleres de Escalada y Douglas Haig de Pergamino.
En 1984, De Luca formó parte de la Selección Argentina de Primera B que participó en la Copa Merdeka, donde todos los miembros de dicha selección recibieron  500 dólares para arreglar el resultado del último partido de la Fase de grupos ante Pakistán, por lo que todos los seleccionados fueron castigados.
Posteriormente emigró al fútbol chileno, siendo recomendado por Oscar Blanco, firmando con Santiago Wanderers de la Primera B (entonces Segunda División). Se logró coronar como goleador de la división, lo que atrajo el interés de otros equipos chilenos En 1988 pasó a Cobreloa, en donde no se logró acostumbrar a Calama, tuvo un irregular cometido y además mantuvo problemas con los jugadores más experimentados, por lo que ante una oferta mayor, junto a Nelson Enríquez firmó para el torneo de Primera División 1988 por Deportes La Serena, donde nuevamente fue máximo anotador, pero esta vez de primera división.  
En el verano de 1990, tras un cuadrangular amistoso en La Serena junto a Unión Española, atrae la atención del Baden suizo, que lo firma en calidad de cedido. Se coronó como goleador del campeonato suizo, anotando 11 goles en 11 partidos. Tras no llegar a acuerdo económico para ser vendido, regresó a La Serena. Terminada la temporada 1990, firma con O'Higgins para reemplazar a Aníbal González, quien había firmado por Unión Española.
Sus buenas actuaciones le valieron el arribo a Colo-Colo, en donde ganó la Recopa Sudamericana 1992 disputada en Kobe. Además, fue subcampeón de la Copa Chile 1992, cuando Colo-Colo perdió la final ante Unión Española. Retornó a mediados de 1992 a O'Higgins para enfrentar la temporada oficial de la Primera División.
En 1994, los dos equipos grandes del fútbol peruano se interesaron en sus servicios: Universitario de Deportes y Alianza Lima. Cuando todo indicaba que vestiría la camiseta crema (incluso posó con la camiseta ante las cámaras), finalmente terminó fichando por los aliancistas. Coincidentemente, su debut oficial fue ante Universitario por la Copa Libertadores 1994, en partido en que los íntimos ganaron por 1-0 con gol de su compatriota Juan Carlos Kopriva. 
Debido a que en Perú le adeudaban parte de su sueldo, regreso a Chile. Comenzado el torneo, y con los equipos sin cupos de extranjero, firmó por Regional Atacama de la Primera División. Al año siguiente, recaló en Temuco, club que remataría tercero en la Torneo Nacional 1995 y que disputó la Liguilla Pre-Libertadores. Pese a que tenía ganas de seguir en el equipo temuquense, su contrato no fue renovado.
En diciembre de 1995 firma por Everton, recientemente descendido a la primera B, por su nuevo presidente Jorge Castillo;  sin embargo, rescindió su contrato luego de que Castillo fuera internado en un hospital producto de un brote sicótico. Residiendo en Viña del Mar, firma por Santiago Wanderers, donde juega parte de la Copa Chile 1996, pero deja el club luego de un entrevero con el presidente Reinaldo Sánchez.
Tras su paso por Wanderers, recibe una nueva oferta de Everton, en donde se retira a fines de la temporada 1996 debido a una lesión crónica en su rodilla.
Dejó un muy buen recuerdo en particular en el fútbol chileno, siempre caracterizado por su peculiar apariencia: piernas largas, refinado bigote y con escasa cabellera. Por sus magníficas actuaciones los chilenos le dieron el apodo de el goleador de Malvinas.
De Luca tuvo el honor de ser goleador de torneos en 3 oportunidades: del Campeonato nacional 2ª división de 1987 en Santiago Wanderers, de Primera División de Chile en 1988 con La Serena, y de la Copa Chile de 1991 con O'Higgins. Y además, logró llegar a convertirse en el 6° goleador histórico de O'Higgins.

## Competiciones internacionales
| Club                | Año  | Competencia       | Resultado        |
| ------------------- | ---- | ----------------- | ---------------- |
| Colo-Colo · Chile   | 1992 | Copa Libertadores | Octavos de final |
| O'Higgins · Chile   | 1992 | Copa Conmebol     | Octavos de final |
| Alianza Lima · Perú | 1994 | Copa Libertadores | Fase de grupos   |

## Clubes
| Club                          | País      | Año       |
| ----------------------------- | --------- | --------- |
| Nueva Chicago                 | Argentina | 1983      |
| Talleres (RdE)                | Argentina | 1984      |
| All Boys                      | Argentina | 1985-1986 |
| Douglas Haig                  | Argentina | 1986-1987 |
| Santiago Wanderers            | Chile     | 1987      |
| Cobreloa                      | Chile     | 1988      |
| → Deportes La Serena (cedido) | Chile     | 1988      |
| Deportes La Serena            | Chile     | 1989-1990 |
| → FC Baden (cedido)           | Suiza     | 1990      |
| O'Higgins                     | Chile     | 1991-1994 |
| → Colo-Colo (cedido)          | Chile     | 1992      |
| → Alianza Lima (cedido)       | Perú      | 1994      |
| → Regional Atacama (cedido)   | Chile     | 1994      |
| Deportes Temuco               | Chile     | 1995      |
| Santiago Wanderers            | Chile     | 1996      |
| Everton                       | Chile     | 1996      |

## Palmarés

### Campeonatos internacionales
| Título              | Club      | País  | Año  |
| ------------------- | --------- | ----- | ---- |
| Recopa Sudamericana | Colo-Colo | Chile | 1992 |

### Distinciones individuales
| Distinción                                     | Año  |
| ---------------------------------------------- | ---- |
| Goleador Primera B de Chile (16 goles).        | 1987 |
| Goleador Primera División de Chile (18 goles). | 1988 |
| Goleador Copa Chile (11 goles).                | 1991 |